# ВК Вулијагменис
ВК Вуљагменис (грч. Ναυτικός Όμιλος Βουλιαγμένης; Наутички клуб Вуљагменис) је грчки спортски клуб из приморског места Вуљагмени, 20 км јужно од Атине, који је посвећен спортовима на води. Клуб је најпознатији по својој ватерполо секцији, а спортске активности за чланове још укључују аеробик, часове борилачких вештина, скијање на води, једрење и др.
Клуб је основан 23. фебруара 1937. године. Вуљагменис има мушку и женску ватерполо екипу, а обе се такмиче у Првој лиги Грчке.
Мушка екипа је освојила 4 титуле у националном првенству и 3 трофеја у Купу Грчке. Највећи успех у европским такмичењима је освајање Купа победника купова 1997, а такође је играла и финале ЛЕН Трофеја 2004. године. Женска ватерполо екипа је најтрофејнија у Грчкој са 10 титула у националном првенству, а такође је освојила и два трофеја Купа шампиона (2009, 2010), најјачег европског такмичења, један трофеј ЛЕН Трофеја (2003) и два Суперкупа Европе (2009, 2010). 

## Успеси

### Мушкарци

##### Национални
- Прва лига Грчке:

Првак (4): 1991, 1997, 1998, 2012.
Вицепрвак (10): 1990, 1993, 1996, 1999, 2000, 2001, 2002, 2003, 2004, 2011.
- Куп Грчке:

Освајач (3): 1996, 1999, 2012.
Финалиста (8): 1986, 1987, 1988, 1989, 1995, 2001, 2002, 2004.
- Суперкуп Грчке:

Освајач (1): 1996.
Финалиста (2): 1997, 1998.

##### Међународни
- Куп победника купова:

Освајач (1): 1997.
- ЛЕН Трофеј:

Финалиста (1): 2004.

### Жене

##### Национални
- Прва лига Грчке:

Првак (10): 1991, 1993, 1994, 1997, 2003, 2005, 2006, 2007, 2010, 2012

##### Међународни
- Куп шампиона:

Освајач (2): 2009, 2010.
Финалиста (2): 2008, 2012.
- ЛЕН Трофеј:

Освајач (1): 2003.
Финалиста (1): 2005.
- Суперкуп Европе:

Освајач (2): 2009, 2010.